# Paunzhausen
Paunzhausen là một đô thị thuộc huyện Freising trong bang Bayern nước Đức. Đô thị Paunzhausen có diện tích 12,73 km², dân số thời điểm 31 tháng 12 năm 2006 là 1540 người.